# بپه گریلو
جوزپه پیرو "بِپِه" گریلو (به ایتالیایی: Giuseppe Piero "Beppe" Grillo؛ تلفظ ایتالیایی: [ˈbɛppe ˈɡrillo]؛ متولد ۲۱ ژوئیه ۱۹۴۸) کمدین، بازیگر، وبلاگ نویس و فعال سیاسی اهل ایتالیا است. او از سال ۲۰۰۹ درگیر سیاست شده و بنیان‌گذار حزب سیاسی جنبش پنج ستاره ایتالیا است.